# Corneliu Turianu
Corneliu Turianu (n. 20 august 1940, Negreni, județul Olt - d. 7 noiembrie 2016, București) a fost un jurist român, senator în legislatura 1996-2000, din partea PNȚCD, partid din care a demisionat în februarie 2000.
Corneliu Turianu a fost membru în grupurile parlamentare de prietenie cu Ungaria și Republica Cehă.
Pe plan profesional-științific, cea mai mare parte a activității a dedicat-o magistraturii. Timp de 30 de ani (1966-1996) a îndeplinit funcția de judecător, parcurgând toate nivelele ierarhiei judecătorești – de la judecător stagiar, vicepreședinte al Judecătoriei sector 8, președinte de secție și apoi președinte al Tribunalului Municipiului București – până la înalta funcție de judecător al Curții Supreme de Justiție. 
În paralel cu activitatea de judecător la instanțele judecătorești bucureștene, de toate gradele și specializările (secția penală, civilă, comercială), a desfășurat o susținută activitate științifică (a elaborat începând din 1973 până în prezent 82 de cărți de specialitate - monografii, cursuri universitare, cărți de practică judiciară - și peste 200 de studii și articole de specialitate), didactică (profesor - în cadrul Institutului Național pentru Pregătirea și Perfecționarea Magistraților, catedrei de drept civil a Universității Hyperion, Academiei de Studii Economice, Universitatii Spiru Haret și a Universității Ecologice - și conducător de doctorat - Academia de Politie Alexandru Ioan Cuza) și publicistică, care este rodul experienței acumulate în cei 30 de ani de practician al dreptului.
Cea mai controversată lucrare a sa este Reeducarea prin muncă, volum publicat în 1984. Pe 3 aprilie 2006 această carte a fost prezentată de Mircea Dinescu protestatarilor adunați în fața sediului CNSAS, ca urmare a alegerii lui Cornelui Turianu în funcția de președinte CNSAS. Această alegere s-a produs cu voturile PD, PSD și PRM, în ciuda înțelegerii reprezentanților coaliției de guvernare de a-l sprijini pe Ticu Dumitrescu.

## Controversa din 1994
În 1994, judecătorul Corneliu Turianu, președinte al Tribunalului Municipiului București, a fost demis de ministrul Justiției din acea vreme, Petre Ninosu, pentru că a emis o hotărâre prin care i se interzicea lui Ion Iliescu să candideze pentru a treia oară la alegerile prezidențiale din 1996.
Iliescu fusese deja ales președinte în 1990 și 1992, iar legea, valabiliă și astăzi, spune că nimeni nu poate să ocupe postul de președinte al României mai mult de două mandate.
Demiterea lui Turianu a declanșat un scandal internațional, la București fiind trimiși doi raportori ai Consiliului European, Friedrich Konig și Gunnar Jansson. Ministrul care i-a succedat în funcție lui Petre Ninosu, Gavrilă Iosif Chiuzbaian, a ținut să declare că el s-a împotrivit abuzului comis împotriva lui Turianu.

## Legea Boilă-Turianu
Senatul României a adoptat în ședința din 12 iunie 1997 proiectul de lege Boilă-Turianu, care reglementa situația lăcașurilor de cult expropriate de la Biserica Română Unită cu Roma în anul 1948. Legea prevedea folosirea în comun de către comunitățile ortodoxe și greco-catolice a bisericilor greco-catolice în localitățile în care există o singură biserică, respectiv folosirea exclusivă a unei biserici de către comunitățile greco-catolice în localitățile în care există două sau mai multe lăcașe de cult. Adoptarea legii Boilă-Turianu a stârnit o reacție vehementă a episcopatului Bisericii Ortodoxe Române. Deputatul Petre Țurlea (PUNR) a arătat în ședința Camerei Deputaților din 30 septembrie 1997 că această lege poate avea consecințe negative asupra stabilității statului național unitar român și chiar a existenței acestuia. În continuare legea Boilă-Turianu a fost tergiversată la Camera Deputaților timp de patru ani și în cele din urmă respinsă pe 25 septembrie 2001, în noua legislatură dominată de PSD, în urma alegerilor legislative din 2000.